# Церква Святого Юрія (Кобилля)
Церква Святого Юрія в Кобиллі — парафія і храм греко-католицької громади Збаразького деканату Тернопільсько-Зборівської архієпархії Української греко-католицької церкви в селі Кобилля Тернопільського району Тернопільської области.

## Історія церкви
Після того, як УГКЦ вийшла з підпілля у 1990 році, громада села розділилася на дві конфесії: УАПЦ (яка згодом стала частиною ПЦУ) та УГКЦ. До 1995 року греко-католики були змушені відвідувати богослужіння в Іванчанах або Збаражі. У селі є храм, що належить вірним ПЦУ, тоді як греко-католики отримали у користування колишній костел, який передали громаді у 1995 році.
При храмі діє спільнота «Матері в молитві». На території парафії встановлені фігури Пресвятої Богородиці та Йоана Хрестителя.

## Парохи
- о. Олег Юрик,
- о. Григорій Хома (1997—2006),
- о. Пилип Безпалько (з 2006).